# Landsat 4
O Landsat 4 foi o quarto satélite da série de satélites do Programa Landsat. Foi lançado em 16 de julho de 1982 com o objetivo principal de fornecer um arquivo global de imagens de satélite. Embora o Programa Landsat seja gerido pela NASA, os dados foram coletados e distribuídos pelo USGS. Quatro operações científicas do Landsat 4 terminaram em 14 de dezembro de 1993, quando o satélite perdeu sua capacidade de transmitir dados científicos, muito além de sua expectativa de vida projetada de cinco anos. O satélite continuou a ser mantido pela NASA até que foi desativado em 15 de junho de 2001.

## Ligações Externas
- Site oficial
- Banco de dados do Landsat 4